# Groupement tactique interarmes de Kapisa

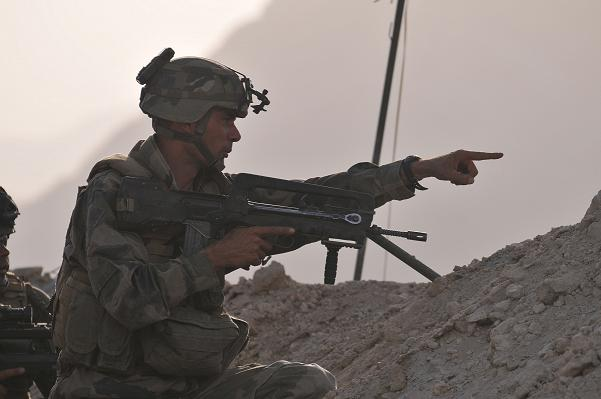
Militaire des Troupes de marine françaises de la Task Force Korrigan le 13 août 2009.

Le Groupement tactique interarmes de Kapisa (GTIA Kapisa) désigne l'unité (du volume d'un bataillon) des troupes françaises présentes dans la province de Kapisa en Afghanistan dans le cadre des forces françaises en Afghanistan entre juillet 2008 et novembre 2012. Elle combat dans le cadre de l'I.S.A.F.
Le GTIA Kapisa comprend une composante de commandement, une composante d’appui (comprenant génie, appui feu, transmission, maintenance, santé, etc.) et 2 sous-GTIA d'infanterie blindée.
Le GTIA Kapisa est sous les ordres de la brigade La Fayette (sous commandement français), dans la zone de responsabilité du RC-East (Regional Command East - sous commandement américain).

## Structure en 2009/2010

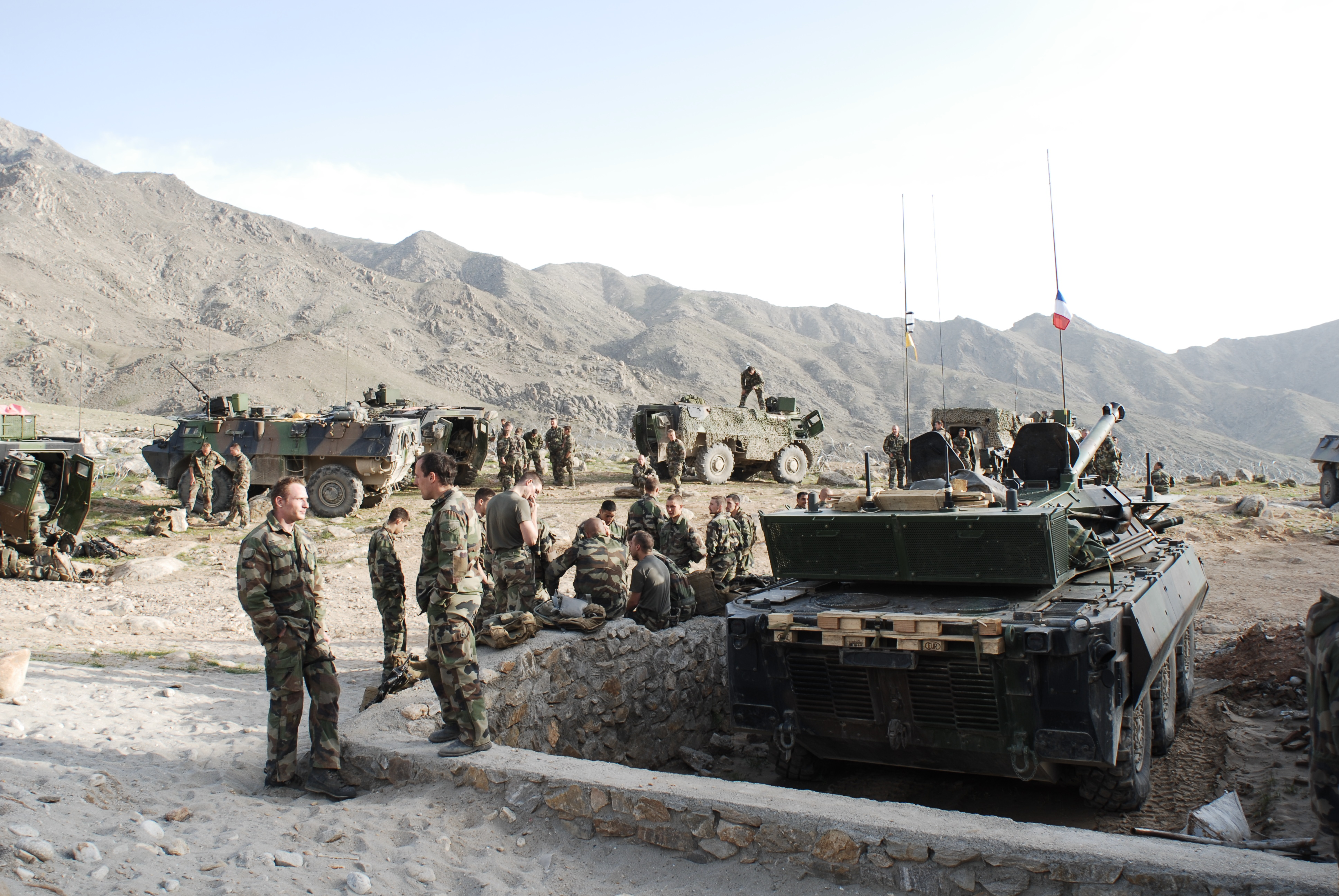
Des militaires français dans le district d'Alasay en avril 2009. En premier plan, un AMX-10 RC du 4e régiment de hussards, les autres véhicules sont des Véhicules de l'avant blindé.

Le GTIA Kapisa est armé par un régiment d'infanterie, et enrichi d'éléments de soutien et d'appui appartenant en général à la brigade inter-armes d'origine du bataillon d'infanterie. Il est composé :
- 1 unité de commandement et de soutien,
- 3 sous-GTIA avec un cœur d'une compagnie d'infanterie chacun,
- 1 compagnie du génie,
- 1 escadron de cavalerie armé de 4 pelotons mixtes AMX-10 RC / VAB TOP / VBCI (VBCI depuis juin 2010)
- d'éléments d'appui artillerie du volume d'une batterie, armant des mortiers de 120 mm et des canons Caesars de 155 mm.

Le commandement du GTIA et un des sous-GTIA sont positionnés à la base opérationnelle avancée (FOB) de Nijrab ; le second sous-GTIA est basé à la FOB de Tagab.
Ses effectifs sont de 820 hommes et femmes à fin aout 2010 (+200 depuis 2008, comprenant le renfort en appuis d'artillerie, génie, forces spéciales et la compagnie d'infanterie supplémentaire).
Les appuis d'artillerie du GTIA Kapisa, ainsi que ceux du GTIA Surobi, équipés en mortiers de 120 mm, ont été renforcés par 8 canons Caesar
Elle est passée sous le contrôle de la brigade La Fayette le 1er novembre 2009.
Pour les différents régiments armant le GTIA, voir la section "historique".

## Historique
(juin 2021).
- Annonce par le Président de la République française le 3 avril 2008, au sommet de l’OTAN à Bucarest, du renforcement du dispositif militaire français en Afghanistan[4].

- 16 juillet 2008 - 7 décembre 2008 : Task Force Chimera : 8e RPIMa renforcé par le 35e RAP et 17e RGP[5]. Le 8e RPIMa fournira par ailleurs une autre compagnie au sein du BatFra déployé dans le Regional Command-Capital (RC-C) voisin. C'est cette compagnie qui subira l'embuscade de Surobi.
Pertes : 0 tué. 15 blessés (attention, les 10 tués de l'embuscade de Surobi du 18/08/2008 appartiennent au GTIA Surobi, anciennement BatFra)

- 7 décembre 2008 - 15 juin 2009 : Task Force Tiger (colonel Nicolas Le Nen) : 27e BCA renforcé par le 2e REG (éléments génie), le 4e RCh (composante cavalerie sous 5 AMX-10 RC) et le 93e RAM. Une des plus importantes de ces opérations a été l'opération Dinner Out du 14 au 23 mars 2009.
Pertes : 1 tué, 1 blessé (Tous du BCA).[réf. nécessaire]

- 15 juin 2009 - 9 décembre 2009 - Task Force Korrigan (colonel Chanson) [6] : 3e RIMA+ 6e RG (2 sections) + 11e RAMA (2 sections mortiers) + 48e RT (1 groupe) + 1er RIMA (1 peloton blindé).
Pertes: 7 tués, 44 blessés (au 1er novembre 2009, le 3e RIMA perdant 5 hommes, et le 13 RDP 2).

- 9 décembre 2009 - 17 juin 2010 - Task Force Black Rock en Kapisa: 13e bataillon de chasseurs alpins (3 compagnies) + 2e régiment étranger de génie (1 Compagnie répartie sur les 2 FOB) + 93e régiment d'artillerie de montagne (1 batterie réparties sur les 2 FOB) + 4e régiment de chasseurs (Composante cavalerie sur 5 AMX-10 RC et VBL).
Pertes : 1 tué (13°BCA), plusieurs blessés[réf. nécessaire].

- 17 juin 2010 - 21 novembre 2010 - Task Force Hermès en Kapisa: 21e régiment d'infanterie de marine (3 compagnies d'infanterie + 1 UCL) + 1er régiment étranger de génie (1 Compagnie répartie sur les 2 FOB) + 3e régiment d'artillerie de marine (1 batterie réparties sur les 2 FOB) + 1er régiment étranger de cavalerie (Composante cavalerie sur 5 AMX-10 RC et VBL et VBCI armés par 1 section du 35e régiment d'infanterie).

Pertes : 2 tués (21°RIMa), 38 blessés.[réf. nécessaire]
- 20 novembre 2010 - 13 mai 2011 - le Battle Group Allobroges en Kapisa: 7e bataillon de chasseurs alpins de Bourg Saint-Maurice, du 93e régiment d'artillerie de montagne de Varces, du 4e régiment de chasseurs de Gap et du 2e régiment étranger de génie de Saint-Christol, ainsi que des équipes cynophiles du 132e bataillon cynophile de l'Armée de terre de Suippes et des fantassins du 92e régiment d'infanterie de Clermont- Ferrand équipés du VBCI (véhicule blindé de combat de l'infanterie)[7].
Pertes : 2 tués (2°REG, 7°BCA), plusieurs blessés.[réf. nécessaire]

- 13 mai 2011 - 7 novembre 2011 - Battle Group Raptor: 1er régiment de chasseurs parachutistes, 35e régiment d'artillerie parachutiste, 1er régiment de hussards parachutistes, 17e régiment du génie parachutiste, doip 13 RG appuyés par des équipes du 132e bataillon cynophile ainsi qu'une section du 35e régiment d'infanterie.

Pertes: 10 tués (4 du 1°RCP, 4 du 17°RGP, 113,1 du 13 RG, du SIRPA, 1 du 35°RI), 56 blessés[réf. nécessaire].
- 7 novembre 2011 - ? - Battle Group Tiger : 27e bataillon de chasseurs alpins, 93e régiment d'artillerie de montagne, 4e régiment de chasseurs, 2e régiment étranger de génie, appuyés par des équipes du 132e bataillon cynophile ainsi qu'une section du 1er régiment de tirailleurs.

Pertes : Au 23/11/2011, 1 tué (2°REG), 1 blessé[réf. nécessaire].
Remarque : à la suite du passage sous commandement de la Brigade La Fayette, les 2 GTIA (Surobi, Kapissa) sont passés à un format à trois compagnies d'infanterie + éléments d'appui et de soutien[réf. nécessaire].
- mai à novembre 2012 - Battle Group Acier: 16e Bataillon de Chasseurs, 40e régiment d'artillerie, 501e régiment de chars de combat, 13e régiment du génie appuyés par des équipes du 132e bataillon cynophile de l'armée de terre ainsi qu'une section VBCI du 92e régiment d'infanterie. Pertes: 5 tués (3 du 40e RA, 1 du GIACM et 1 du 7e BCA). Relève de TAGAB par des unités de la 4e DI US fin septembre 2012 et de NIJRAB par l'ANA fin novembre 2012.

## Retrait et bilan en 2012
En juillet 2012, la responsabilité de la sécurité dans la province passe à la 3e brigade du 201e corps de l'armée nationale afghane. Les forces françaises qui ont entamé leur retrait d'Afghanistan y disposent alors encore de deux bases. Le contingent français de celle de Tagab qui a compté jusqu'à 800 hommes est remplacé le 30 septembre 2012 par un contingent américain de 200 a 250 hommes. Les 140 militaires alors présents sont redéployés vers la base de Nijrab, à 17 km au nord, d'où un groupe équivalent est parti pour Kaboul dans le cadre du désengagement des troupes. La base de Nijrab où environ 550 soldats français sont alors encore présents est rétrocédée le 20 novembre 2012 à l'armée afghane. 
Cinquante quatre militaires français sont morts et plusieurs centaines d’autres blessés dans cette région entre 2004 et 2012. 
L'armée afghane dit qu'au moment du retrait français plusieurs centaines d’insurgés (entre 250 et 500) continuent d’opérer dans son secteur, notamment autour de la ville de Tagab.